# Toepassingen van lasertechniek
De laser wordt tegenwoordig in vele toepassingsgebieden gebruikt. Hieronder zijn:
- Het afspelen van optische media zoals in cd-, dvd- en Blu-ray-spelers;
- Het versturen van data door optische kabels;
- Amusement, in de vorm van lasershows;
- Als meetinstrument, bijvoorbeeld in waterpasinstrumenten en theodolieten voor landmeten
- in 3D laserscanning;
- Het meten van rotatie met behulp van ringlasergyrokompassen en fibre optic gyrokompassen;
- In de geneeskunde, bijvoorbeeld in de oogheelkunde;
- Militaire toepassingen, zoals het neerschieten van projectielen;
- Industriële toepassingen, zoals het lasersnijden;
- In een gas ultralage temperaturen bereiken door laserkoeling.
- Toepassingen op telecommunicatiegebied door middel van optische draadloze communicatie.

## Militaire toepassingen
In het leger zijn er diverse toepassingen van lasers.
Ze worden onder meer gebruikt voor afstandsmeting. De laser wordt gericht op een bepaald doel en de weerkaatsing wordt opgevangen. Door te meten hoelang het duurt voordat de straal terugkomt en dit te vermenigvuldigen met de lichtsnelheid weet men dan hoever iets weg is. Ze worden ook gebruikt als richtmiddel op geweren. Als de straal het doel raakt, wordt de trekker overgehaald; op die manier is het gemakkelijker om te richten.
Bij het werpen van bommen wordt vanuit een helikopter of vliegtuig een laserstraal gericht op het doel. Een tweede vliegtuig werpt dan zelfrichtende bommen of raketten die op de reflectie van die straal afgaan. Zo kan heel precies gebombardeerd worden. Het enige nadeel is dat het eerste vliegtuig de hele tijd die laserstraal gericht moet houden, iets dat lastig wordt bij veel wind of regen.
Laserstralen worden ook gebruikt als communicatiemiddel. Het voordeel is dat je met een laserstraal heel veel informatie door kan geven. Het nadeel is dat laserstralen alleen rechtuit gaan, en de straal dus precies goed gericht moet zijn en er tussen de zender en de ontvanger een zichtlijn moet bestaan.
Als straalwapen (in ontwikkeling): zo kunnen krachtige laserstralen gebruikt worden om luchtdoelen zoals vliegtuigen en raketten neer te halen, alsook kleinere projectielen zoals mortiergranaten. Maar ook gronddoelen zoals tanks zouden met laserstralen bestookt kunnen worden. Het enige nadeel is dat de laserstraal enige tijd op hetzelfde oppervlak van het doel moet kunnen blijven stralen.
Ten slotte worden laserradarsystemen gebruikt. Voordeel: Een dergelijk systeem is uiterst precies (je kunt driedimensionale plaatjes maken van iemand op circa 2 km afstand), en het radarapparaat is ook veel kleiner. Laserradars hebben echter maar een bereik van circa 10 km, daarom wordt eerst de gewone radar gebruikt, en de laserradar alleen als extra informatie gewenst is.
Er zijn ook lasers die het doelwit verdampen door enorme hitte, maar ze hebben het nadeel dat ze te makkelijk terug gekaatst kunnen worden. Röntgen of gamma lasers zijn een optie, ze kunnen heet genoeg worden maar ze hebben het nadeel dat er geen energiebron groot genoeg is om die lasers te laten werken. Amerika wilde ooit een satelliet met een röntgen-laser maken in de Koude Oorlog maar dit werd afgeblazen vanwege praktische bezwaren en de prijs.

## Geneeskundige toepassingen

### Selectieve fotothermolyse
De werking van lasers hangt af van de substantie die het licht absorbeert. In het lichaam zijn de belangrijkste stoffen: hemoglobine (bloed), melanine (pigment, haar) en water (cellen). Deze hebben verschillend absorptiespectrum. Door de lichtbron zorgvuldig te kiezen kan de aandoening selectief behandeld worden.
Ook de wijze waarop het licht op het weefsel wordt overgebracht is belangrijk: meerdere korte, intense pulsen hebben minder invloed op de omgeving dan een langere, minder-intense puls. Een bloedvat of pigmentcel die opwarmt zal deze warmte immers op de omgeving overbrengen. Door meerdere korte pulsen te geven, met een afkoelingsperiode ertussen, kunnen kleine structuren worden opgewarmd, met weinig opwarming van omliggende weefsels. Voor grote structuren (grotere vaten) zijn juist langere pulsen nodig. Dit is tezamen het principe van de selectieve fotothermolyse.

### Oogheelkunde
Lasers worden zowel toegepast voor oppervlakkige (hoornvlies) als diepere (lens, netvlies, vaatvlies) behandelingen. 
Voor de behandeling van verziendheid kan lasek of lasik toegepast worden, hierbij wordt de bolling van het oog afgezwakt door cellen van het hoornvlies te verdampen. Bij bepaalde oogaandoeningen ontstaan er op het vaatvlies te veel bloedvaten, ook deze kunnen per laser dichtgebrand worden.
Voor de medische behandelingen zijn lasers met verschillende golflengten beschikbaar.

### Dermatologie
In de dermatologie worden verschillende typen lasers gebruikt
- Ablatieve lasers, zoals CO2 en Er:YAG verhitten het weefsels zodat het oppervlak verschroeit. Daarmee kan de opperhuid laagje bij laagje verwijderd worden. Dit kan gebruikt worden voor behandeling van littekens.
- Vaatlasers, zoals pulsed-dye en Nd:Yag kunnen oppervlakkige bloedvaatjes dichtschroeien. Toepassingen: wijnvlek, teleangiectasieen.
- Pigment- en ontharingslasers (bijvoorbeeld robijnlaser) gebruiken licht dat vooral door pigment wordt geabsorbeerd. Voor deze toepassingen moet de afwijking veel pigment en de gezonde huid weinig pigment bevatten. Toepassingen: melasma, hyperpigmentatie, overbeharing.
- Flitslamp (intense pulsed light, IPL) is geen laser maar wordt gebruikt als vaat- en pigmentlaser.

### Tandheelkunde
Bij patiënten met grote angst voor de tandarts kan een laser gebruikt worden om pijnloos gaatjes te verwijderen zonder dat de  patiënt er iets van merkt  De voordelen hiervan zijn dat het weggelaserde gaatje tevens wordt gesteriliseerd, met als gevolg minder kans op een ontstoken zenuw in de kies of tand en minder pijn tijdens het jaarlijks bezoekje aan de tandarts .

### Cosmetische tandheelkunde
Er is de laatste jaren veel vraag naar het in korte tijd witter maken van het gebit. Hierbij kan ook gebruik worden gemaakt van een laser. Er wordt een waterstofperoxidegel op het gebit aangebracht waarna het gebit wordt belicht met een laser. De belichting zorgt ervoor dat de ketens van kleurstoffen in de tanden en kiezen in kleine stukjes worden verdeeld, waardoor de waterstofperoxide de kleurstoffen veel sneller en beter verwijdert.

### Fysiotherapie
Lasertherapie wordt steeds vaker gebruikt in combinatie met fysiotherapie. De laser bereikt de plekken waar lichamelijke klachten ontstaan (spieren, pezen, botten) in de kern. Hierbij wordt het herstellend vermogen van patiënten geactiveerd. Het effectie hiervan is natuurlijke pijnstilling door endorfines en sneller herstel door de toename van adenosinetrifosfaat (ATP).   

## Techniek

### Metaalbouw
Lasers kunnen gebruikt worden bij de metaalbouw. Door de hoge energiedichtheid en de kleine brandpuntsdoorsnede kan een laser gebruikt worden om
- voorwerpen te markeren, door de hoge nauwkeurigheid van een laser kan bijvoorbeeld de afkomst in een diamant gegraveerd worden;
- metaal te snijden, dit kan met een veel betere afwerkingskwaliteit dan bijvoorbeeld het snijden met acetyleen;
- lassen, bijvoorbeeld van blik voor auto's
- boren, bijvoorbeeld van schoepen van vliegtuigturbines of saffier
- aanbrengen van coatings (bijvoorbeeld plateren).

Een van de recentste ontwikkelingen is het gebruik van glasvezel om de laserstraling te verdelen. Zo kan, net als met perslucht, één laserapparaat meerdere lichte handapparaten bedienen. Ook opent dit de mogelijkheid om te lassen met een robot. Dit gebeurt vooral in de automobielnijverheid.